# Eucalyptus cladocalyx

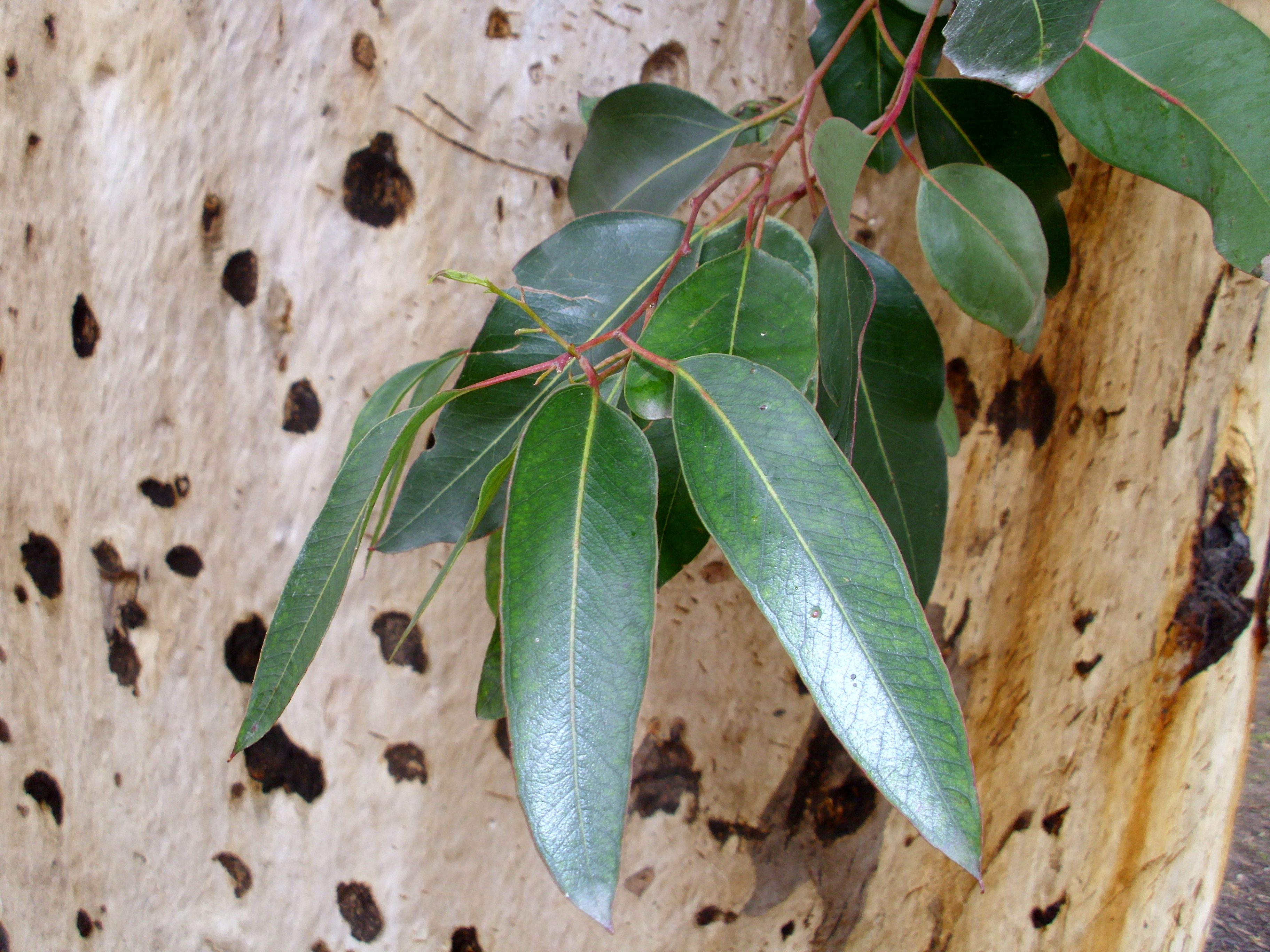
Folhas e casca do Eucalyptus cladocalyx.

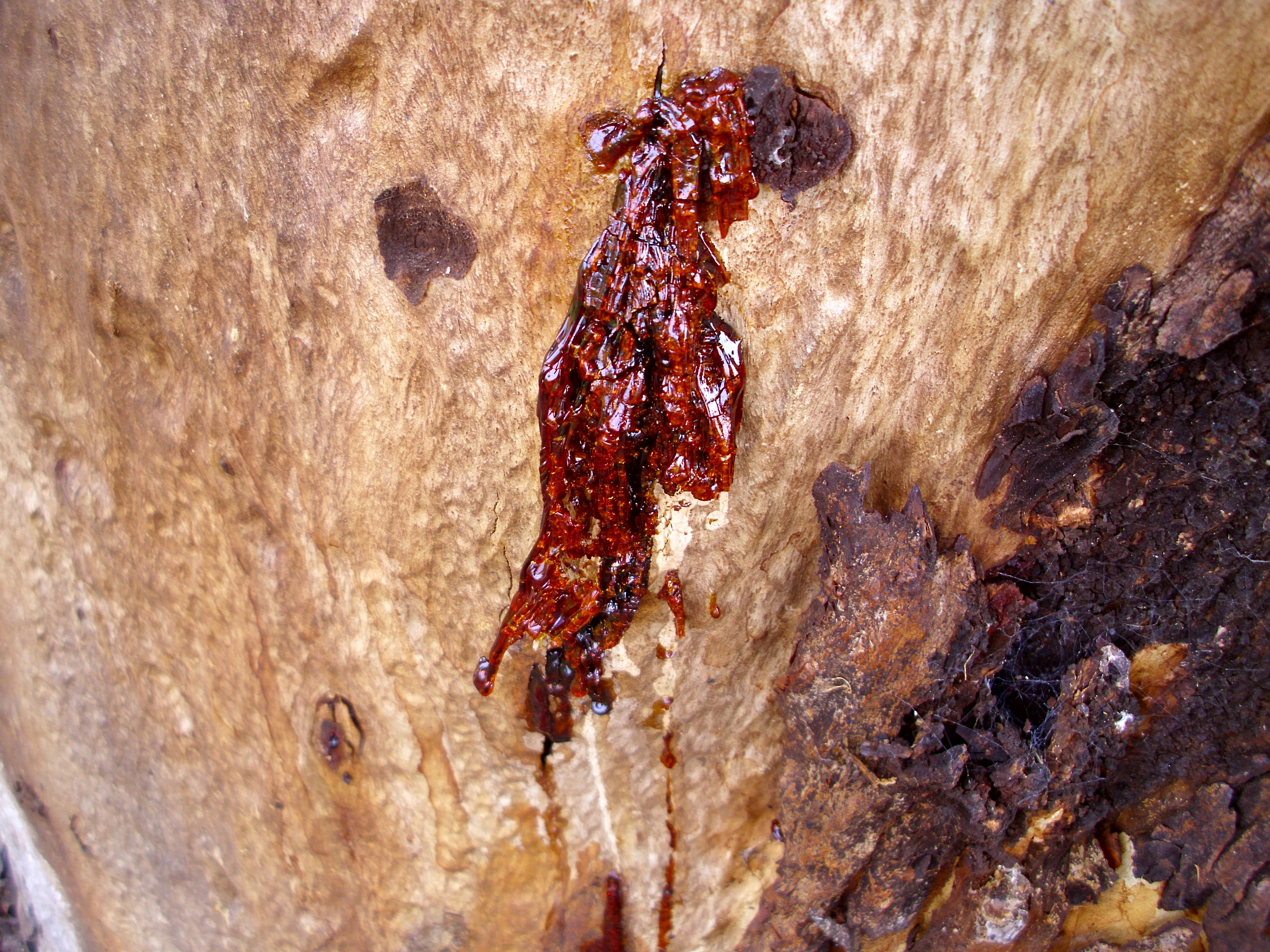
Pequena fissura no Eucalyptus cladocalyx.

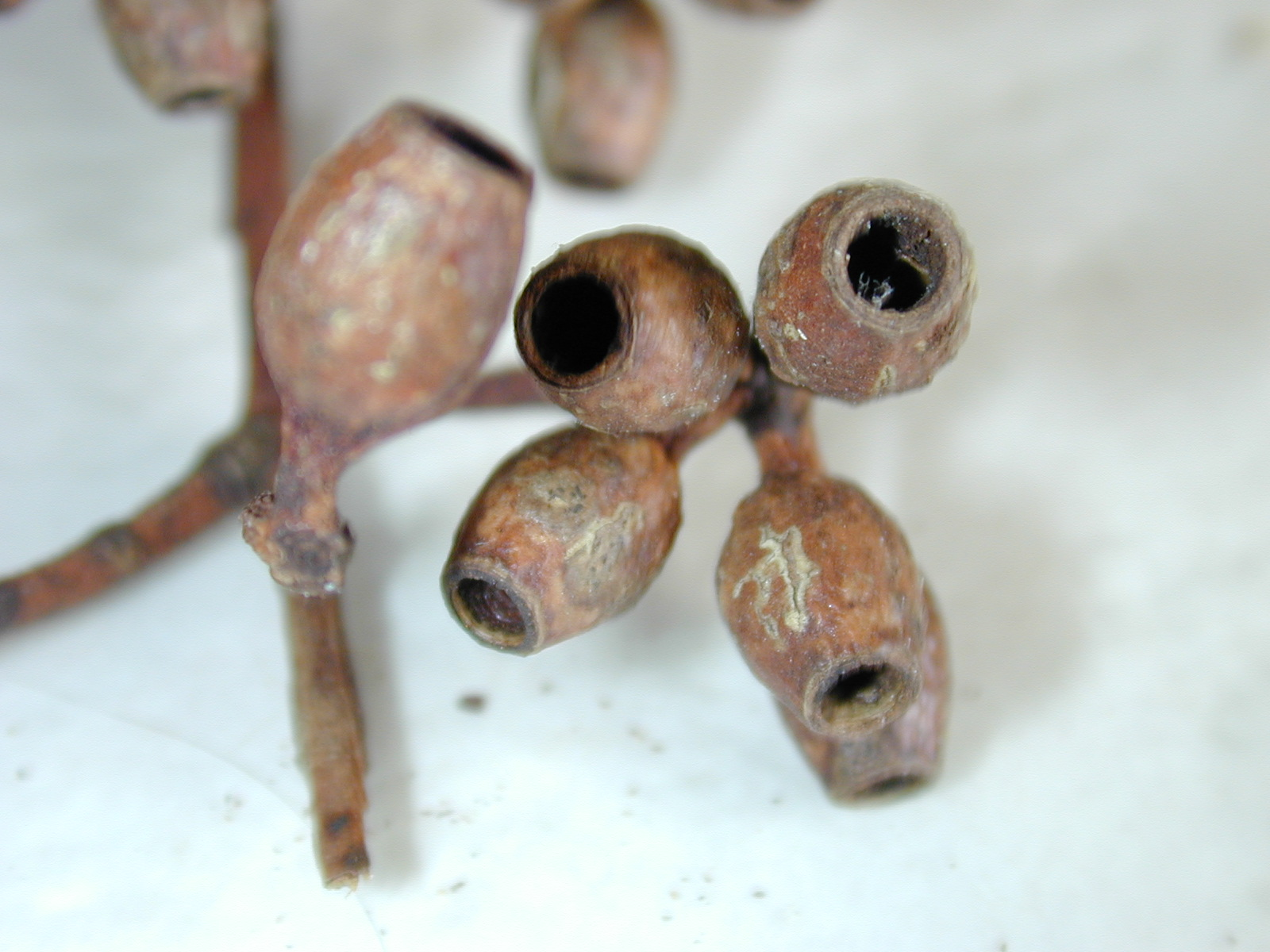
Fruto do Eucalyptus cladocalyx.

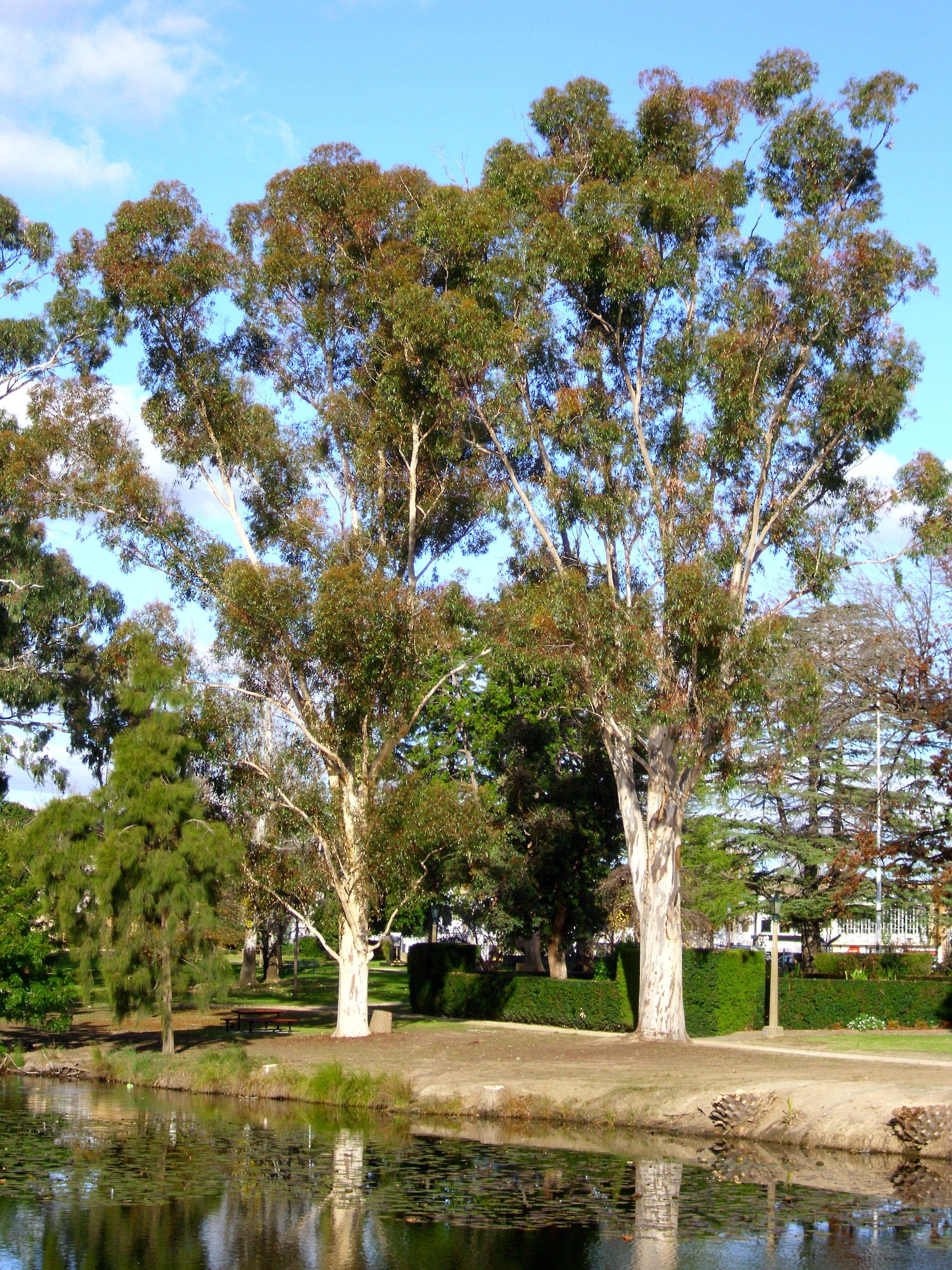
Duas árvores da espécie Eucalyptus cladocalyx crescendo ao lado da lagoa Wollundry em Wagga Wagga.

Eucalyptus cladocalyx é uma espécie de eucalipto encontrada no estado australiano da Austrália Meridional. É encontrada naturalmente em três populações distintas: nos Montes Flinders, na Península de Eyre e na Ilha dos Cangurus.

## Descrição
A árvore é notável por sua casca colorida com manchas de amarelo a laranja, folhas fortemente descoloridas e inflorescências agrupadas em ramos sem folhas dentro da copa da árvore. A casca antiga é lisa e cinza, desprendendo-se em manchas irregulares para expor a casca fresca marrom-amarelada. As flores são branco-creme no verão. As cápsulas têm formato de barril ou de urna.
As árvores Eucalyptus cladocalyx nos Montes Flinders atingem até 35 metros de altura, com um tronco reto com uma circunferência a altura do peito (CAP) de 1 a 1,5 m e galhos íngremes que ocorrem aproximadamente na metade da altura. Cada ramo principal termina com sua própria pequena copa. Elas são comumente cultivadas como quebra-ventos em fazendas e para madeira. No entanto, as árvores da Península de Eyre e da Ilha dos Cangurus são muito mais curtas, geralmente entre 8 e 15 m de altura, e muitas vezes têm troncos tortos e uma CAP de 0,4 m. A copa tem um hábito aberto e espalhado, com uma extensão típica de 12 a 15 m.
As folhas adultas brilhantes e fortemente descoloridas estão dispostas alternadamente apoiadas em um pecíolo de 0,9 a 2,7 cm de comprimento. A lâmina da folha é verde mais escura na parte superior e mais pálida na parte inferior, com formato ligeiramente falcado a lanceolado, comprimento de 8 a 17 cm e largura de 1,2 a 3,2 cm, com a base geralmente afinando até o pecíolo. As nervuras laterais da folha estão em um ângulo agudo ou mais amplo e são densamente reticuladas. A nervura intramarginal é paralela, mas afastada da margem, com glândulas de óleo pequenas e obscuras.
Ela floresce no verão, produzindo flores branco-creme-amarelas. A inflorescência axilar não ramificada ocorre em grupos de 7, 9 ou 11 gomos por umbela. Os gomos maduros oblongos verde-claros, amarelos a cremosos têm um comprimento de 0,8 a 1,1 cm e uma largura de 0,4 a 0,5 cm. Os gomos são frequentemente estriados longitudinalmente, com opérculo arredondado, estames inflexionados e anteras cuboides a oblongas. Os frutos urceolados ou em forma de barril, com nervuras longitudinais, que se formam após a floração, têm de 0,7 a 1,5 cm de comprimento e de 0,5 a 1 cm de largura, com um disco descendente e três ou quatro válvulas fechadas. As sementes de cor cinza-claro a marrom dentro do fruto têm um formato ovoide achatado que pode ser pontiagudo em uma extremidade e têm de 1,5 a 3 mm de comprimento.

## Taxonomia
A espécie foi descrita formalmente pela primeira vez em 1853 pelo botânico Ferdinand von Mueller, na revista Linnaea: Ein Journal für die Botanik in ihrem ganzen Umfange, oder Beiträge zur Pflanzenkunde.
Em 1860, von Mueller se referiu ao Eucalyptus corynocalyx na série de artigos Fragmenta Phytographiae Australiae, citando várias publicações anteriores, inclusive o artigo do periódico Linnaea, mas todas elas só apresentam uma descrição do E. cladocalyx. Eucalyptus corynocalyx é, portanto, um nomen illegitimum e um sinônimo de E. cladocalyx.
O epíteto específico é extraído das palavras do grego antigo klados, que significa "ramo", “galho” ou “caule”:162 e kalyx, que significa “copo”, “cobertura” ou “envelope externo de uma flor”,:181 em referência aos ramos sem folhas que carregam as flores.
Em 2013, Dean Nicolle [en] descreveu três subespécies de E. cladocalyx e os nomes foram aceitos pelo Censo Australiano de Plantas [en]:
- Eucalyptus cladocalyx cladocalyx F.Muell.[12] é uma árvore de crescimento mais baixo e mais espalhada do que as outras subespécies, com folhas curtas e largas e frutos maiores;

- Eucalyptus cladocalyx crassa D.Nicolle [en][13] é a subespécie de crescimento mais alto, com folhas longas e estreitas e frutos grandes;

- Eucalyptus cladocalyx petila D.Nicolle[14] é uma subespécie alta com galhos eretos, folhas adultas estreitas e frutos relativamente pequenos.[11]

## Distribuição
O Eucalyptus cladocalyx é endêmico em algumas áreas limitadas no sul da Austrália Meridional. Há três populações distintas: nas partes sul e centro-leste da Península de Eyre, em grande parte dos Montes Flinders e na Ilha dos Cangurus. É mais provável que faça parte de florestas remanescentes de climas mais úmidos do passado.
O E. cladocalx agora se naturalizou na região sudoeste da Austrália Ocidental, no sul de Victoria e em algumas partes do sudeste da Austrália Meridional, além de sua área de ocorrência nativa. Ela também é naturalizada no exterior, no norte e no sul da África, na Califórnia, no Havaí, no Arizona, em Israel, no Chile, na Grécia, em Portugal e na Espanha.
A subespécie cladocalyx está restrita ao sul e ao leste da Península de Eyre, a subespécie crassa à Ilha dos Cangurus e a subespécie petila ao sul dos Montes Flinders.

## Usos
A árvore foi amplamente plantada no sul da Austrália, geralmente como quebra-vento ou cinturão de abrigo, mas também para a produção de madeira e lenha. A madeira é resistente a cupins, com resistência e durabilidade moderadas, e pode ser usada para móveis, pisos, postes e madeira de construção.
É uma árvore de crescimento rápido, mas é melhor plantada sob sol aberto em solos argilosos ou arenosos. É um usuário eficiente de água e tolerante à seca e à geada, com flores que atraem abelhas. Também é conhecida por ser um habitat de reprodução adequado para a cacatua-preta-de-cauda-amarela [en].
O E. cladocalyx é bem adaptado a incêndios florestais regulares e pode rebrotar epicormicamente. Ela também produz um grande número de mudas por meio da dispersão de sementes pelo vento.
O cerne duro e pesado é de cor marrom-amarelada clara e tem textura fina e uniforme com um grão entrelaçado. A densidade da madeira seca ao ar é de cerca de 1.105 kg/m³ e é moderadamente durável.
A subespécie anã cladocalyx é vendida no comércio de viveiros como E. cladocalyx 'Nana'.

## Potencial
O E. cladocalyx invadiu as matas da Austrália Ocidental, onde foi introduzido. Ele tem a capacidade de se espalhar por até 70 metros de distância dos locais onde foi plantado e parece sobreviver a incêndios florestais com mais eficiência do que várias espécies endêmicas de eucalipto. Tornou-se uma espécie invasora na África do Sul, onde agora está registrada como uma planta invasora de categoria 2.